# Пестово (Вучитрн)
Пестово (алб. Pestovë) је насељено место у општини Вучитрн, у Србији. Административно припада Косову и Метохији, односно Косовскомитровачком управном округу. Према попису из 2011. године било је 842 становника.

## Географија
Село се налази у равници, око 500 m источно од Ситнице, а на 1,5 километара ниже ушћа Самодрешке (Слаковачке) реке. Пестово је насеље збијеног типа и подељено је било на више махала. Српске су махала Мишића и Дошљачка Махала, албанске Сварчалиска и Јошаничанска и циганска је Пушколска. Називи махала су по јачим или виђенијим родовима у њима. Дошљачка Махала носи још назив по роду Дошљацима који се давно иселио.

## Историја
Село спада међу најстарија села не само у Вучитрнском крају, него и на Косову. У селу постоји старо српско гробље са старом црквом. У селу се задржао један стариначки род који не памти када су њихови преци десељени у ово село. У средини села постоји раскрсница на једном истуреном брежуљку на коме су се указале старе зидине и темељи кућа. До доласка мухаџира из Топлице у овом селу живели су само Срби. По доласку мухаџира из села се иселило око 20 српских кућа у Топлицу. По завршетку Првог светског рата, Албанци су продавали своја имања Србима ради одласка у Турску. Од 1923. до 1926. године населило се 13 домова Срба из разних крајева. Из Пестова су се од 1941. до 1993. године иселило 23 домаћинстава са 111 чланова. Године 1997. у селу је живело 14 српских домаћинстава са 60 чланова, а од тога 1 старачко са 2 члана.

## Порекло становништва
У Пестову су пре Другог светског рата живели родови:
Српски родови
- Старинци или Милићи, две куће. Староседеоци и славе Никољдан.
- Ђукић, једна кућа. Доселили се из Злокућана код Пећи средином 19. века. Славе Никољдан.
- Јарић, три куће. Доселили се из Бастаса код Босанског Петровца 1923. године као колонисти.
- Шобот, четири куће. Доселили се из Бастаса код Босанског Петровца 1923. године као колонисти.
- Симић, две куће.
- Миленковић, једна кућа. Доселили се из Дољана код Косовске Митровице 1925. године као колонисти.
- Илић, једна кућа. Доселили се из Пљеваља 1926. године као колонисти.
- Бојовић, једна кућа. Доселили се из Блаца 1926. године као колонисти.
- Ускоковић, једна кућа. Доселили се из Јабланице 1926. године као колонисти.
- Ћосић, једна кућа. Доселили се из Мироча 1930. године.

Арбанашки родови
- Прештрешја (алб. Preshtreshi), пет кућа. Од фиса (племена) Гаша. Из Топлице се иселили као мухаџири и живели у Миљевцу (заселак Горње Брнице) и Суводолу, одакле су дошли 1907. године. У Топлицу су дошли из Сухогрла у Метохији, а даље им је порекло из Малесије. Старо презиме је Пеп Коља.
- Јошанац (алб. Jashanica), две куће. Од фиса (племена) Сопа, братства Маврића. По исељењу из Горње Јошанице у Топлици 1878. године живели су у Новом Рујцу и Доњој Судимљи, одакле се преселили 1914. године. У Топлицу су прешли из Речице (заселак Слатине) у Лабу, на коју су у Првом српском устанку напали српски устаници.
- Гргур, три куће. Од фиса (племена) Краснића. Мухаџири су из Гргура у Топлици.
- Сварча, две куће. Од фиса (племена) Сопа. Мухаџири су из Сварче у Топлици.
- Џини Поток, једна кућа. Од фиса (племена) Тсача. Мухаџири из Житног Потока у Топлици.
- Бублица, једна кућа. Од фиса (племена) Тсача. Мухаџири из Бублице у Топлици.
- Думница, две куће. Од фиса (племена) Краснића. Досељени из Доње Дубнице 1913. године.
- Барја, једна кућа. Од фиса (племена) Шаље. Досељени из Бара (Копаоничка Шаља) 1914. године.
- Камберовић (алб. Kamberi), једна кућа. Од фиса (племена) Краснића. Досељени из Новог Села Мађунског 1923. године

Ашкалијски родови
- Пушкол, пет кућа. Досељени за наполичаре 1909. године из Леатнца у Лабу. Међу Пушколе се убраја Албанац Реџеп Шерифовић, мухаџир из Трпеза у Топлици, јер се оженио у њиховом роду и ту настанио.
- Баталовић (алб. Batali), једна кућа. Мухаџири из Велике Плане у Топлици, досељени 1906. године.
- Трудна, две куће. Досељени из Трудне 1920. године.[2]

## Учесници ослободилачких ратова 1912—1918
- Бојовић Мирко, Солунски фронт
- Гајић Вукадин, Солунски фронт
- Илић Мирко, солунски добровољац
- Павловић Ђуро, солунски добровољац[тражи се извор]

## У логорима и заробљеништву 1941—1945
- Гајић Драгослав, Немачка
- Илић Саја, Немачка, Ревенсбриг
- Шобот Милорад, Немачка, Инзбрук[тражи се извор]

## Становништво
Према попису из 1981. године место је било већински насељено Албанцима. Након рата 1999. године Срби напуштају Пестово.
Упоредни преглед етничког састава становништва 1961, 1981. и 2011. године
| Етнички састав према попису из 1961.‍ | Етнички састав према попису из 1961.‍ | Етнички састав према попису из 1961.‍ | Етнички састав према попису из 1961.‍ | Етнички састав према попису из 1961.‍ |
| ------------------------------------ | ------------------------------------ | ------------------------------------ | ------------------------------------ | ------------------------------------ |
|                                      |                                      |                                      |                                      |                                      |
| Албанци                              | Албанци                              |                                      | 401                                  | 73,6%                                |
| Срби                                 | Срби                                 |                                      | 131                                  | 24%                                  |
| Црногорци                            | Црногорци                            |                                      | 9                                    | 1,6%                                 |
| Укупно: 545                          |                                      |                                      |                                      |                                      |

| Етнички састав према попису из 1981.‍ | Етнички састав према попису из 1981.‍ | Етнички састав према попису из 1981.‍ | Етнички састав према попису из 1981.‍ | Етнички састав према попису из 1981.‍ |
| ------------------------------------ | ------------------------------------ | ------------------------------------ | ------------------------------------ | ------------------------------------ |
|                                      |                                      |                                      |                                      |                                      |
| Албанци                              | Албанци                              |                                      | 772                                  | 88,8%                                |
| Срби                                 | Срби                                 |                                      | 91                                   | 10,5%                                |
| Укупно: 869                          |                                      |                                      |                                      |                                      |

| Етнички састав према попису из 2011.‍ | Етнички састав према попису из 2011.‍ | Етнички састав према попису из 2011.‍ | Етнички састав према попису из 2011.‍ | Етнички састав према попису из 2011.‍ |
| ------------------------------------ | ------------------------------------ | ------------------------------------ | ------------------------------------ | ------------------------------------ |
|                                      |                                      |                                      |                                      |                                      |
| Албанци                              | Албанци                              |                                      | 842                                  | 100%                                 |
| Укупно: 842                          |                                      |                                      |                                      |                                      |

Број становника на пописима:
|             | \| Демографија[8] \| Демографија[8] \| Демографија[8] \| \| Година \| Становника \| Становника \| \| -------------- \| -------------- \| -------------- \| \| 1948. \| 409 \| \| \| 1953. \| 466 \| \| \| 1961. \| 545 \| \| \| 1971. \| 731 \| \| \| 1981. \| 869 \| \| \| 1991. \| 1.003 \| \| |            |
| Демографија | |            |
| Година      | Становника | Становника |
| 1948.       | 409 |            |
| 1953.       | 466 |            |
| 1961.       | 545 |            |
| 1971.       | 731 |            |
| 1981.       | 869 |            |
| 1991.       | 1.003 |            |